# Pentoxyde de niobium
Le pentoxyde de niobium est le composé minéral oxyde de niobium de formule Nb2O5.

## Propriétés physiques et chimiques
Ce corps Nb2O5 en principe de structure macromoléculaire est un solide incolore et inodore blanc, insoluble dans l'eau et ininflammable, très peu réactif, souvent sous forme de poudre. Cet oxyde amphotère stable, légèrement acide, constitue la fine couche d'oxydation du corps simple niobium, ce métal étant lentement oxydé dans l'air :
2 Nb solide + 5/2 O2 gaz  →  Nb2O5 solide couvrant  avec {\displaystyle \Delta Hformation=-463kcal/mol~}
Il s'agit du principal composé de la chimie du niobium, au carrefour d'un grand nombre de produit, en particulier dans le champ des alliages et d'autres matériaux spécifiques englobant des condensateurs, le niobate de lithium, et les verres optiques.

### Structures cristallines

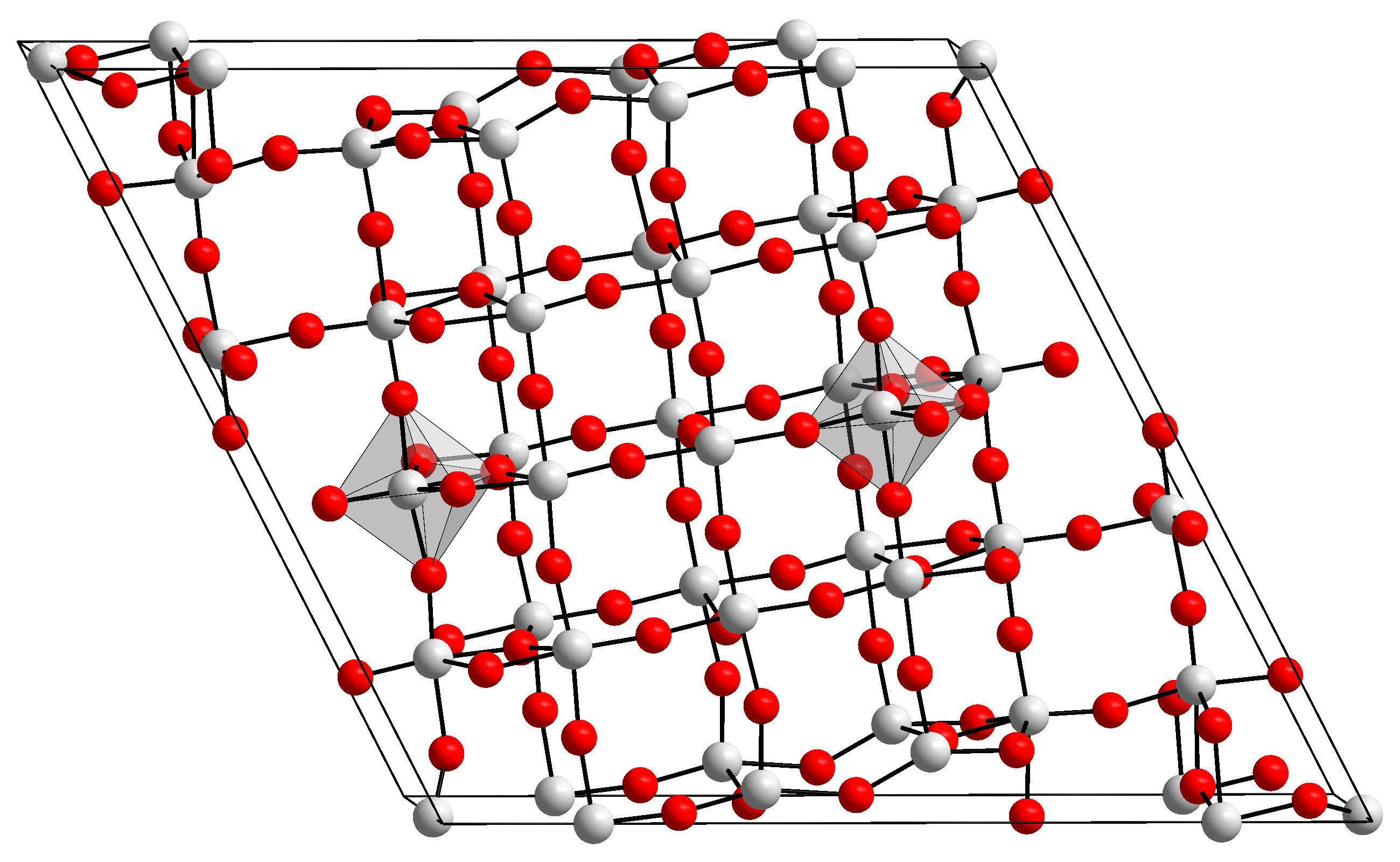
Structure cristalline monoclinique de B-Nb_{2}O_{5} (niobium en gris, oxygène en rouge)

Il présente divers polymorphismes, dont la géométrie est fondée en grande partie sur la coordination octaédrique des atomes de niobium,. Les variétés polymorphes sont identifiées avec des préfixes spécifiques.
La variété la plus fréquente est monoclinique :
- En dessous de 750 °C, elle se nomme B-Nb2O5. L'ajustement des polyèdres de coordination correspond à une structure rutile de groupe d'espace B2/b avec, comme paramètres de maille, a = 1273 pm, b = 556 pm, c = 488 pm, γ = 105°05'. La structure est celle du pentoxyde d'antimoine, avec une couche écran d'oxygène à agencement presque hexagonal. L'indice de réfraction avoisine 2,3 pour des longueurs d'onde lumineuses de 500 nm[8]. Le corps qui cristallise en petites tablettes, feuillets ou paillettes est transparent entre 350 et 7 000 nm[9].
- Au-dessus de 750 °C, la forme la plus stable est H-Nb2O5[10]. Le groupe de symétrie est P2 (no  3) avec, comme paramètres de maille, a = 2116 pm, b = 382,2 pm, c = 1935 pm, β = 119° 50' et Z (nombre d'unités par maille) = 14[11]. Cette structure est complexe, avec une maille cristalline unitaire contenant donc 28 atomes de niobium et 70 oxygène, avec 27 atomes de niobium en position octaédrique et un dernier en position tétraédrique[11].

Il est possible de préparer par hydrolyse, soit à partir d'une solution de pentachlorure de niobium, soit de Nb2O5 dissous dans HF, divers corps hydratés solides, Nb2O5. n H2O, non caractérisés d'un point de vue de la structure, qui se nomme l'acide niobique (autrefois appelé acide columbique par Charles Hatchett).

## Préparation et production
Nb2O5 est préparé par hydrolyse de niobates de métaux alcalins, mais aussi par l'action de corps basiques ou bases sur divers "alkoxides" et de fluorures de niobium. Ces procédés permettent d'obtenir facilement des oxydes hydratés, qui, après calcination, donne l'oxyde recherché.

### D'autres voies de préparation
Étant donné que Nb2O5 est le composé et pivot fondamental de la chimie du niobium, il existe de multiples méthodes d'obtention, tantôt simple et pratique, tantôt sophistiquée ou complexes. L'oxydation du dioxyde de niobium NbO2 dans l'air explique la variété polymorphe  L-Nb2O5. Du Nb2O5 pratiquement pur, si on ôte l'oxychlorure résiduel, peut être préparé par hydrolyse de NbCl5:
2 NbCl5 poudre solide + 5 H2O eau en excès → Nb2O5 précipité solide + 10 HCl aqueux
Une méthode originale de synthèse par voie sol-gel passe par l'hydrolyse déjà mentionnée de divers corps alkoxides de niobium, par exemple le pentaéthoxyde de niobium, en présence d'acide acétique, elle est suivie par la calcination des gels pour produire la forme polymorphe, T-Nb2O5.
Des particules nanométriques de pentoxyde de niobium ont été synthétisées par réduction par LiH du pentachlorure de niobium NbCl5, suivie d'une nécessaire oxydation par voie aérienne pour obtenir des microstructures de niobates.

## Réactions
Nb2O5 est attaqué par HF, il est facilement soluble dans ce solvant. Il se dissout aussi à chaud dans les hydroxydes alcalins fondus.

### Réduction en corps simple métal Nb
La réduction du pentoxyde Nb2O5 est un passage obligé de la production industrielle de niobium métal. Dans les années 1980, environ 15 000 tonnes de Nb2O5 ont été employées annuellement pour l'obtention du métal. La méthode principale est la réduction par aluminothermie de cet oxyde, soit une réaction exothermique avec le corps simple aluminium:
3 Nb2O5 + 10 Al → 6 Nb + 5 Al2O3
Une autre voie connue, mais de moins en moins empruntée, passe par la réduction par le charbon, elle constitue la première de deux étapes du vieux procédé Balke, :
Nb2O5 solide chauffé entre 800 et 900 °C + 7 C solide pulvérulent → 2 NbC solide  + 5 CO gaz
5 NbC solide dur + Nb2O5 → 7 Nb métal + 5 CO gaz (chauffé sous vide à 1800 °C)

### Préparation d'halogénures de Nb
De multiples méthodes sont connues pour transformer Nb2O5 en halogénures. Mais il s'agit de réactions incomplètes qui laissent des oxyhalogénures.
Au laboratoire, la réaction peut être effectuée avec le chlorure de thionyle:
Nb2O5 poudre solide blanche + 5 SOCl2 liquide → 2 NbCl5 poudre solide jaune + 5 SO2 gaz
Nb2O5 réagit avec CCl4 pour donner l'oxychlorure de niobium NbOCl3.

### Formation deniobates
Le traitement de Nb2O5 avec de la soude caustique NaOH initialement aqueuse chauffée à 200 °C laisse le corps cristallin niobate de sodium,  alors que la réaction avec KOH peut donner les ions hexaniobates solubles en milieu aqueux écrits selon la terminologie de Lindqvist, Nb6O198-. Les niobates de lithium comme LiNbO3 et Li3NbO4 peut être préparé par réaction du carbonate de lithium avec notre oxyde Nb2O5.

### Obtention d'oxydes de niobium à degrés d'oxydations plus faibles
À haute température la réduction du pentoxyde de Nb par le gaz hydrogène H2 donne le corps noir NbO2:
Nb2O5 + H2 → 2 NbO2 + H2O
Le mono-oxide de Nb s'obtient à partir d'une réaction stœchiométrique à l'aide d'un four à arc:
Nb2O5 + 3Nb → 5 NbO
De couleur bordeaux ou brun marron, l'oxyde de niobium(III), l'un des premiers oxydes supraconducteurs connus, peut être préparé de nouveau par respect des mêmes proportions ou "comproportionation" :
Li3NbO4 + 2 NbO → 3 Li NbO2

## Utilisations
Le pentoxyde de niobium est utilisé massivement pour la production de niobium métal ou d'alliages, mais des applications spécialisées existent pour le niobate de lithium et pour des composés niobés destinés à fabriquer verres réfringents et filtres optiques.